# Války o Karnátaku
Války o Karnátaku byla série vojenských konfliktů odehrávající se v Indii v polovině 18. století. Do konfliktu byli zapojeni četní nominálně nezávislí vládci se svými vazaly. Bojovalo se o nástupnictví, o dědictví, území a obchod.

## Války o Karnátaku
Jednalo se o válku nejen diplomatickou a vojenskou, ale v neposlední řadě obchodní boj mezi Francouzskou východoindickou společností a britskou Východoindickou společností. Boje probíhaly převážně na území Mughalské říše za podpory různých znesvářených regionálních vládců loajálních „Velkému Moghulovi“. Výsledkem těchto diplomatických šarvátek a vojenské rivality bylo vítězství Britské Východoindické společnosti, jež získala dominanci mezi evropskými obchodními společnostmi působícími v Indii. Francouzská Východoindická společnost byla postupně vytlačena a omezila se především na region Pondichéry. Dominance Britské Východoindické společnosti nakonec vedla ke kontrole Británie nad většinou Indie. V 18. století byla pobřežní oblast Karnátaka závislá na Hajdarábádu. Tři války o region byly vedeny v letech 1744 až 1763.

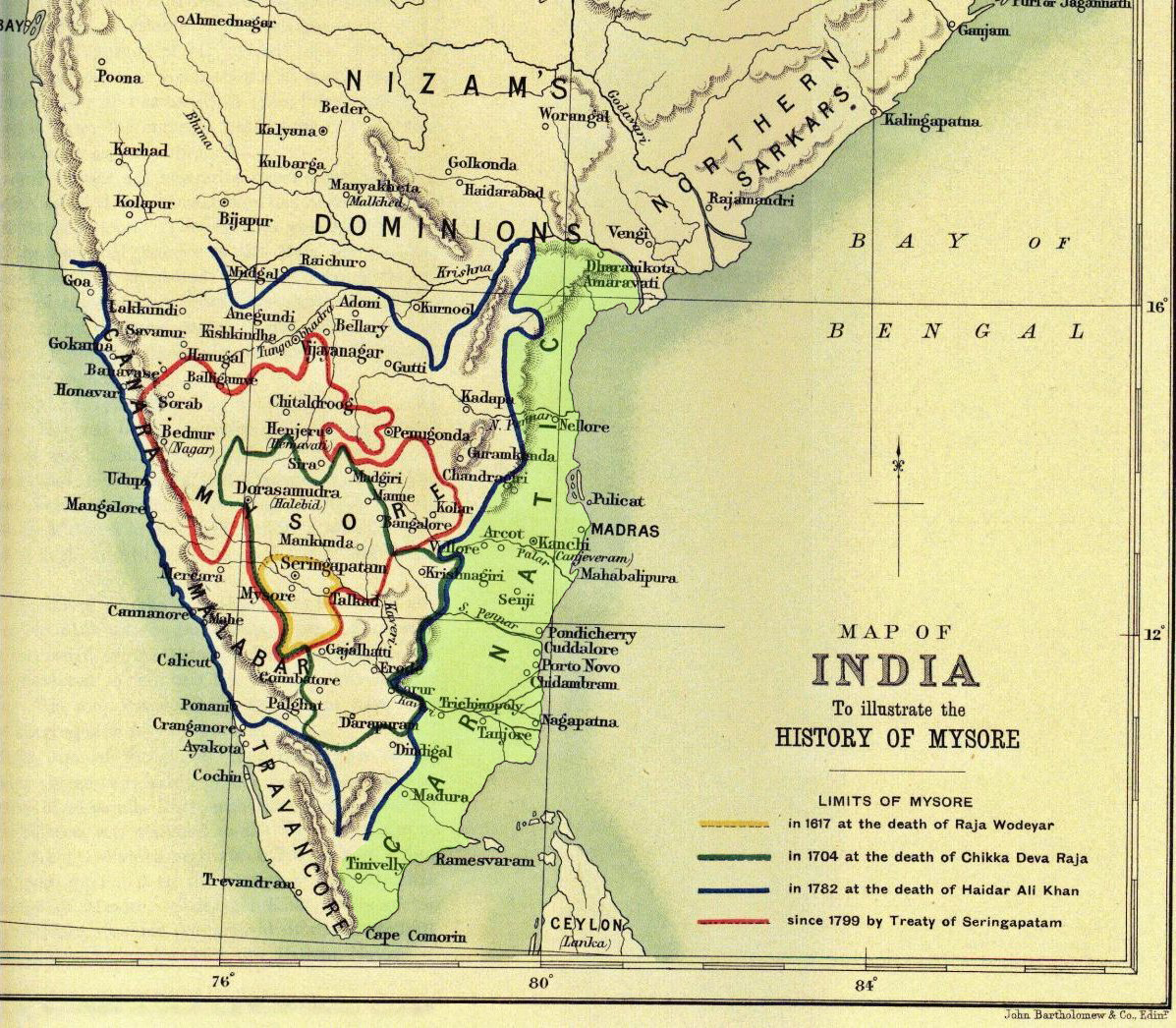
Mapa regionu Karnátaka v jižní Indii

## Pozadí
V roce 1707 zemřel císař Mughalské říše Muhy-ud-din Muhammad Aurangzeb – Aurangzéb. Jeho nástupcem se stal Abu'l Faaiz Qutb-ud-Din Muhammad Azam, jako Bahádur Šáh I., který vládl od 9. června 1707 do 27. února 1712. Po něm nastoupil na mughhalský trůn Jahandara Šáh, jehož vláda trvala pouhých 11 měsíců. Během jeho vlády i vlády pozdějších císařů došlo k obecnému poklesu císařské kontroly nad mughalskou říší. To umožnilo velkovezírovi Asafu Jahimu založit nezávislé království Hajdarábád, kterému vládl jako Nizám-ul-Mulk (nizám byl titul muslimského vládce Hajdarábádu v letech 1719 až 1948). Po jeho smrti se rozpoutal boj o moc mezi jeho synem Nasirem Jungem a jeho vnukem Muzaffarem Jungem, což byla příležitost pro Francii a Anglii zasáhnout do indické politiky. Francie stála na straně Muzaffara Junga, zatímco Anglie byla na straně Násira Junga. Několik někdejších Mughalských území bylo autonomních, například region Karnátaka, kterému vládl naváb Dost Ali Khan, který ovšem spadal pod právní působnost nizáma v Hajdarabádu. Francouzské a anglické zasahování se tedy týkalo i problémů navába v Karnátaku. Smrt navába Dost Aliho Khana vyvolala mocenský boj mezi jeho zetěm Chandou Sahibem, podporovaným Francouzi, a Muhammadem Ali, podporovaným Angličany.
Jedním z hlavních podněcovatelů těchto svárů byl Joseph François Dupleix, který přijel do Indie v roce 1715 a stal se v roce 1742 guvernérem Francouzské východoindické společnosti. Dupleix se snažil rozšířit v Indii francouzský vliv, neboť dosud měla Francie pouze několik obchodních stanic, z nichž hlavní byla v Pondichéry na koromandelském pobřeží. Okamžitě po svém příjezdu do Indie převelel indické rekruty pod velení francouzských důstojníků a zapojil se do intrik s místními vládci, aby rozšířil francouzský vliv. Zde se s ním poprvé utkal stejně bojovný a velmi odhodlaný mladý důstojník britské armády Robert Clive, pozdější generálmajor, který spolu Warrenem Hastingsem položil základy britského impéria v Indii. 
„Války o rakouské dědictví v roce 1740 a později válka v roce 1756 automaticky vedla ke konfliktu v Indii ... a britské zvraty během americké války za nezávislost (1775–1783) v 70. letech 17. století měly také dopad na dění v Indii.“

## První válka o Karnátaku (1746–1748)

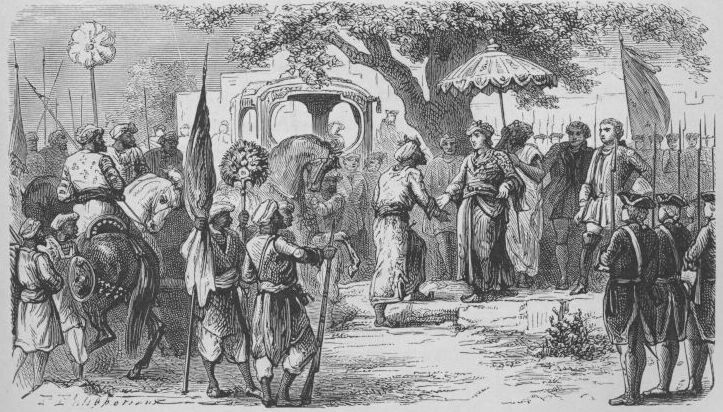
Setkání Josepha Françoise Dupleixe s císařem Mughalské říše Muzaffarem Jungem na Dekánské plošině.

V roce 1740 vypukly v Evropě války o rakouské dědictví. Spojené království vstoupilo do války až v roce 1744, na rozdíl od Francie a jejích spojenců. Obchodní společnosti obou zemí udržovaly v Indii vcelku nekonfliktní vztahy, zatímco jejich mateřské země byly na evropském kontinentu v nepřátelském postavení. Dodwell píše: „Přátelské vztahy mezi Angličany a Francouzi byly takové, že Francouzi posílali své zboží z Pondicherry do anglického Madrasu naprosto bez obav.“ Ačkoli úředníkům francouzských společností bylo nařízeno vyhnout se konfliktům, britští úředníci tak varováni nebyli, a navíc byli upozorněni, že na cestě je flotila Britského královského námořnictva. Britové nejprve zajali několik francouzských obchodních lodí, jako odpověď Francouzi povolali zálohu ze vzdálených ostrovů Isle de France (nyní Mauricius) a eskalace námořních sil v této oblasti byla zahájena. V červenci 1746 se střetli francouzský velitel La Bourdonnais a britský admirál Edward Peyton v bitvě u Negapatamu. Obě flotily byly poškozeny, La Bourdonnais nechal opravit své lodě v Pondicherry a Peyton v Trincomalee. La Bourdonnais navíc získal v Pondicherry další zbraně, takže když se flotily znovu setkaly v srpnu 1746, Peyton se boji vyhnul a britská flotila se stáhla do Bengálska. Dne 21. září 1746 přepadli Francouzi britskou základnu v Madrasu. La Bourdonnais sice slíbil, že předá Madras Angličanům, ale Dupleix tento slib zrušil a po kapitulaci Madrasu předal město Anwar-ud-dinovi. Naváb vyslal armádu 10 000 mužů, aby Madras ovládl sám, ale Francouzi Madrás ubránili v bitvě u bitvě u Adyaru ze dne 24. října 1746. Bitva byla součást první anglicko-maisúrské války mezi Anglií a Francií. Francouzi poté podnikli několik pokusů o dobytí britské pevnosti Fort St. David v Cuddalore, ale včasný příchod britských posil je úspěšně odrazil. Britský admirál Edward Boscawen obléhal Pondicherry koncem roku 1748, ale obléhání ukončil říjnový příchod monzunových dešťů.
S ukončením války o rakouské dědictví v Evropě skončila také první válka o Karnátaku. Ve smlouvě z Aix-la-Chapelle (1748) byl Madras vrácen Britům výměnou za francouzskou pevnost Louisbourg v Severní Americe, která byla v držení Britů. Válka v Indii byla důležitá i pro Roberta Clivea, byla to jeho první vojenská zkušenost. V Madrasu byl sice zajat, ale podařilo se mu uprchnout. Zúčastnil se obrany Cuddalore a obléhání Pondicherry. 
Evropští vojáci často ničili indické chrámy v celé jižní Indii a mají na svědomí obrovské masakry malajálamských civilistů, když evropská vojska v Kérale zavraždila stovky tisíc domorodých Malajálamů. Pomstou britských Raju (armáda dohlížející v Indii na dodržování britských pravidel) bylo jen v Tamilnádu zavražděni milionu Tamilů.

## Druhá válka o Karnátaku (1749–1754)
Ačkoli válka v Evropě skončila, válka v Indii stále pokračovala. Na jedné straně byl nizám Nasir Jung a jeho chráněnec Muhammad Ali, podporovaný Anglií, a na druhé straně Chanda Sahib a Muzaffar Jung, oba podporovaní Francií. Oba se snažili stát navábem v Arcotu, jehož území Muzaffar Jung a Chanda Sahib dokázali vybojovat. Smrt Nasira Junga umožnila Muzaffarovi Jungovi převzít kontrolu i nad Hajdarábádem. Muzaffarova vláda byla krátká, brzy byl zabit, a Salabat Jung se stal novým nizamem. V roce 1751 však Robert Clive vedl britská vojska, dobyl Arcot a úspěšně ho ubránil. Válka skončila smlouvou podepsanou v Pondichéry v roce 1754, která uznávala Muhammada Ali Khana Walajaha jako navába v Karnátaku. Josepha Françoise Dupleixe nahradil Charles Godeheu. Dupleix zemřel v chudobě ve Francii.

## Třetí válka o Karnátaku (1756–1763)
Vypuknutí sedmileté války v Evropě v roce 1756 vyústilo v obnovený konflikt mezi francouzskými a britskými silami v Indii. Třetí válka o Karnátaku se rozšířila do celé jižní Indie a do Bengálska, kde Britové dobyli v roce 1757 francouzskou osadu Chandernagore (nyní Chandannagar). Válka však byla rozhodnuta na jihu, kde Britové úspěšně bránili Madras a sir Eyre Coote porazil Francouze, kterým velel Thomas Arthur, vikomt de Lally v bitvě u Wandiwaše v roce 1760. V roce 1761 dobyli Britové i hlavní město v Pondicherry, základnu Francie v Indii.
Válka skončila podpisem Pařížského míru v roce 1763, která vrátila Chandernagore a Pondichéry Francii a umožnila tak mít v Indii obchodní stanice s podmínkou, že francouzští obchodníci budou mít zakázánou jejich správu. Francouzi souhlasili s podporou probritských vlád v indických regionech, čímž ukončili francouzské ambice v Indii a umožnili tak Spojenému království se stát v Indii dominantní zahraniční mocností.

## Galerie

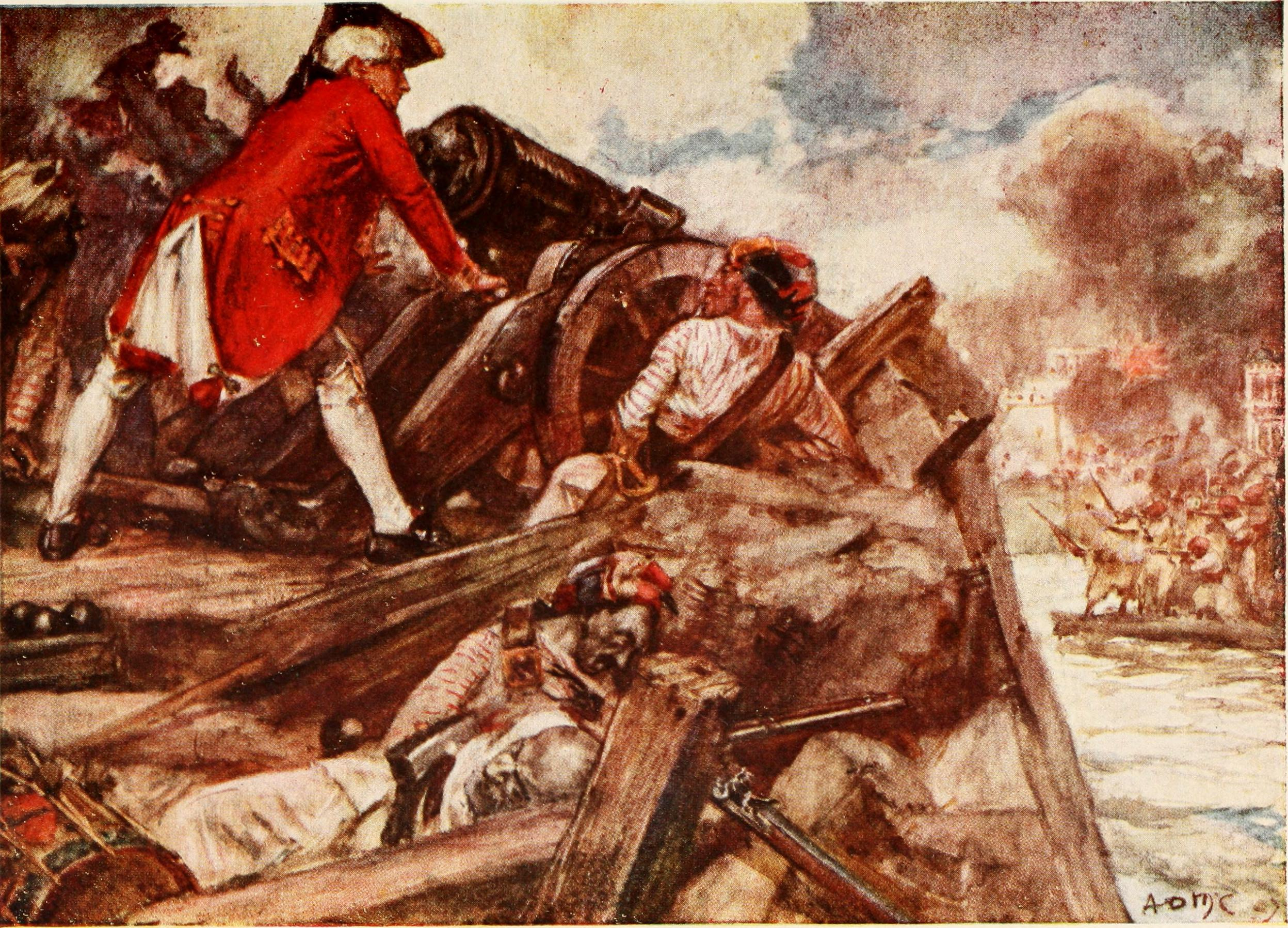
Robert Clive pálí z děla během obléhání Arcotu, stát Tamilnádu.
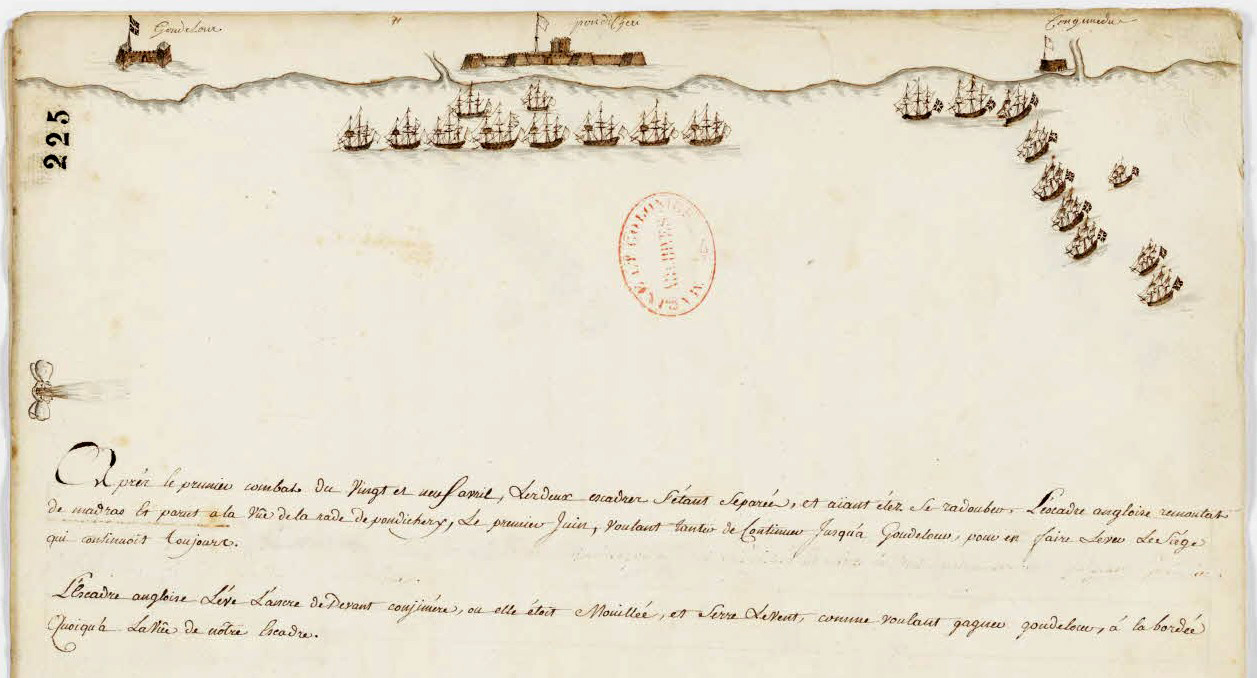
Pozice francouzské a anglické flotily poblíž Pondichéry. Francouzský národní archiv.
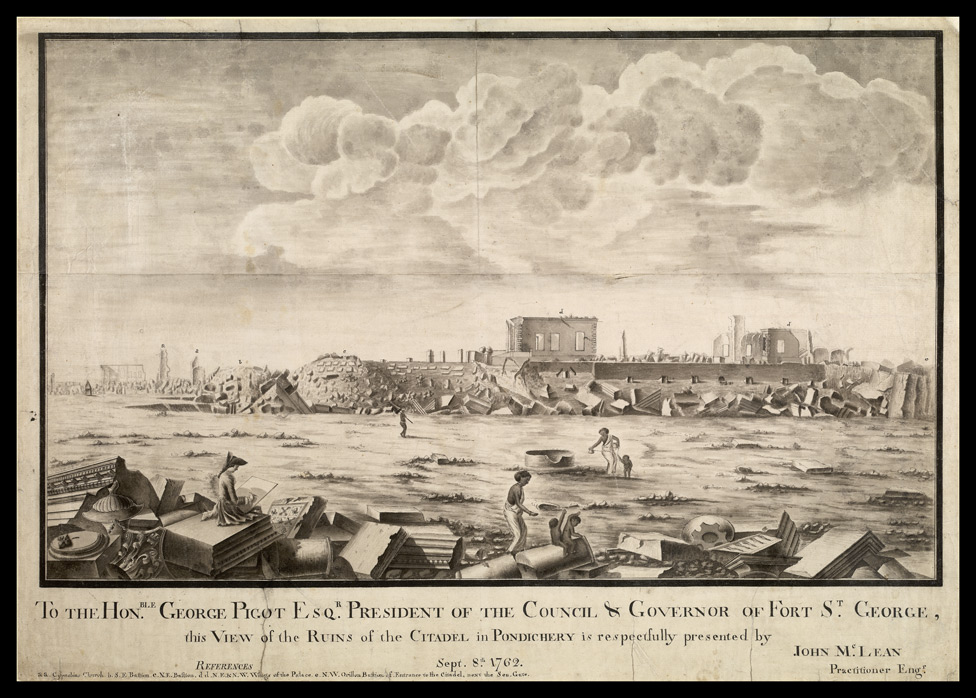
Trosky Pondicherry, zničení města britskými vojáky po jeho kapitulaci.
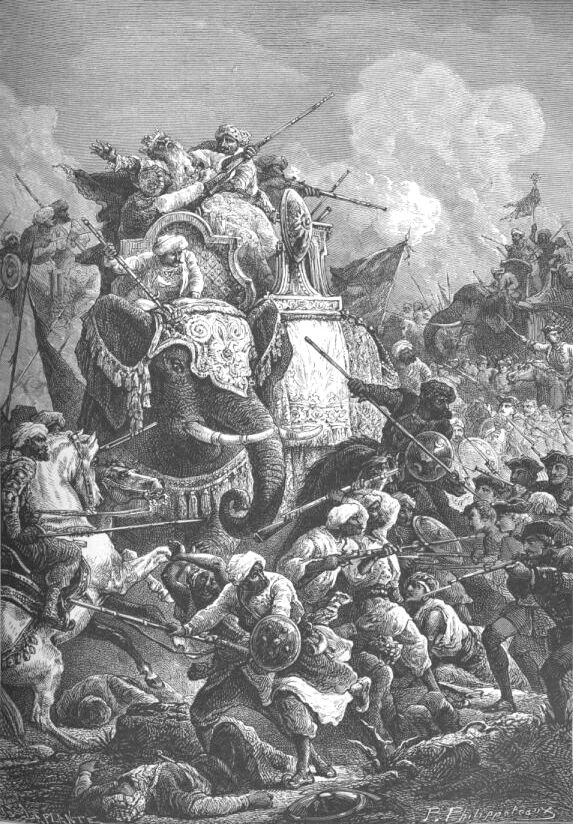
Smrt navába z Karnátaku Anwaruddin Mohammeda Khana v bitvě o Ambur proti Francouzům v roce 1749.(Paul Philipoteaux).
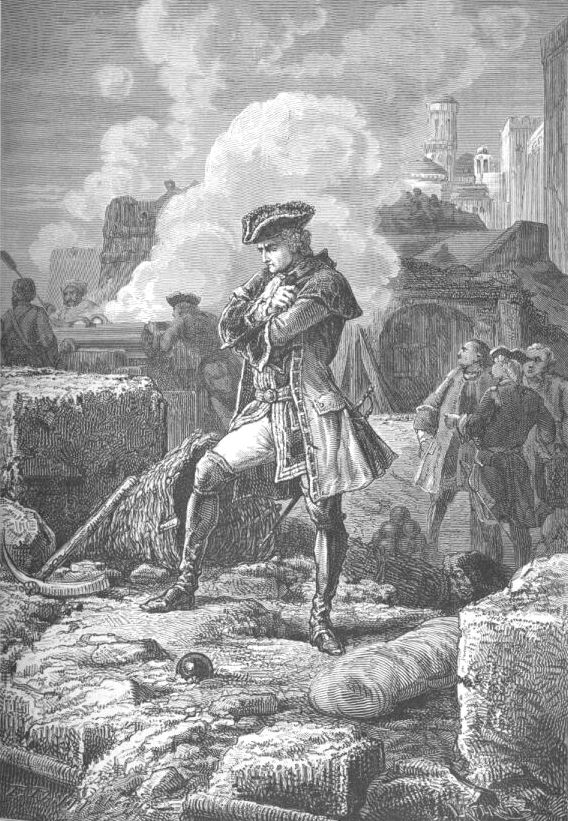
Thomas Arthur, vikomt Lally u Pondichéry.
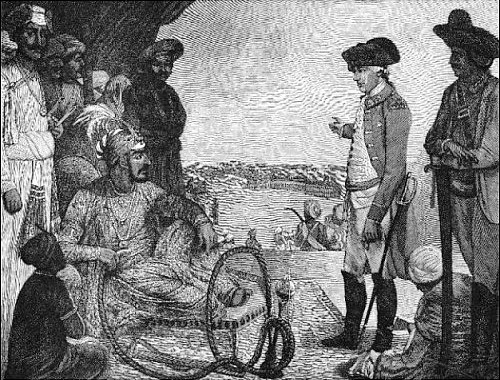
Jean Law's Memoire: Mémoires sur quelques affaires de l'Empire Mogol 1756–1761 obsahuje podrobné informace o boji mughalského císaře Šáha Alama II. a jeho francouzských podporovatelů proti Britské východoindické společnosti.
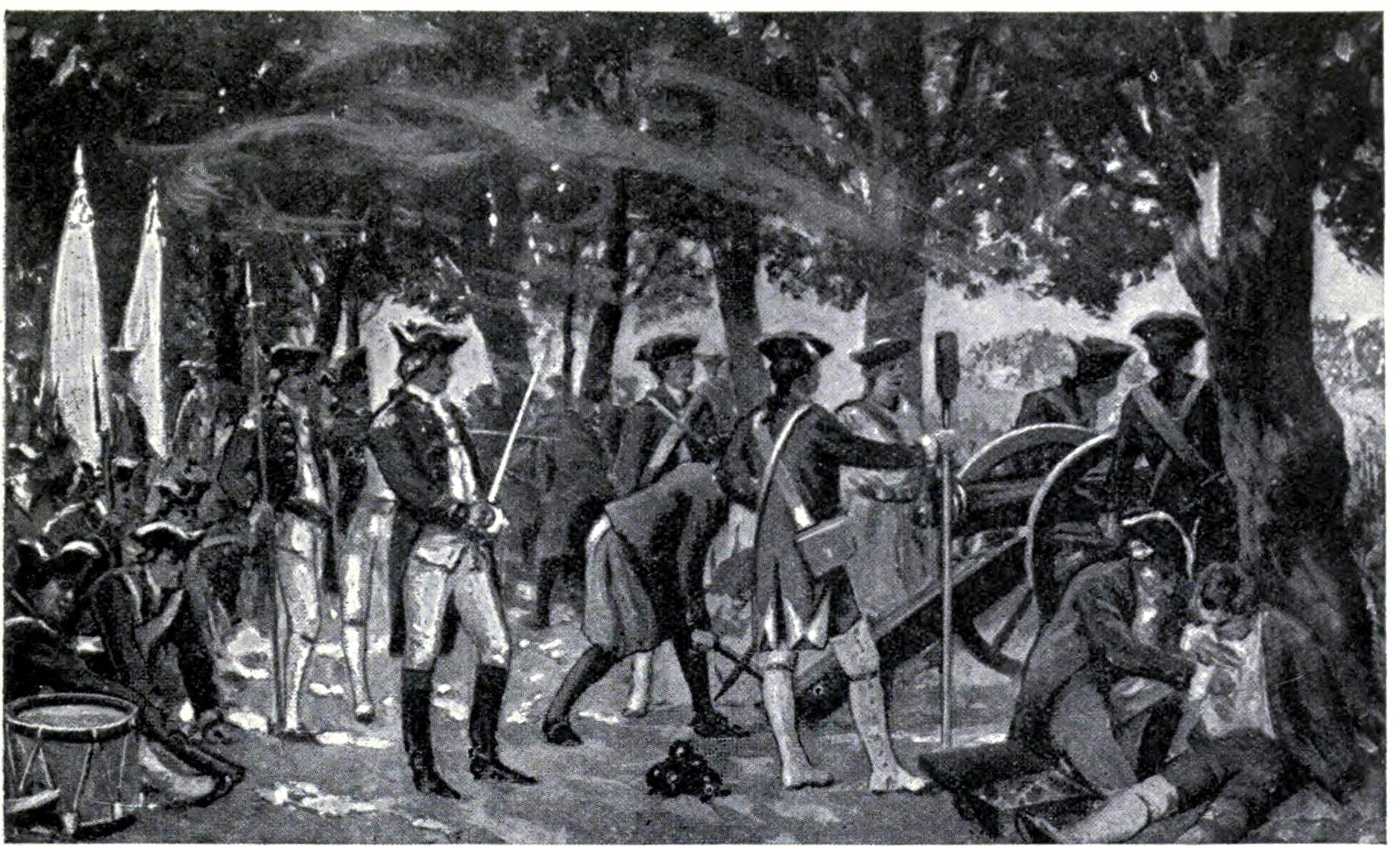
Angličtí dělostřelci v bitvě u Palásí 23. června 1757.
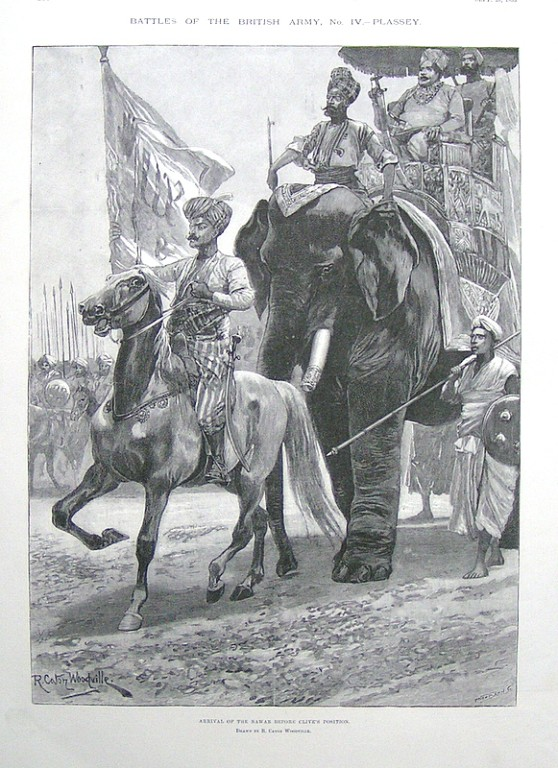
Naváb v Bengálsku Mir Qasim v bitvě o Buxar.
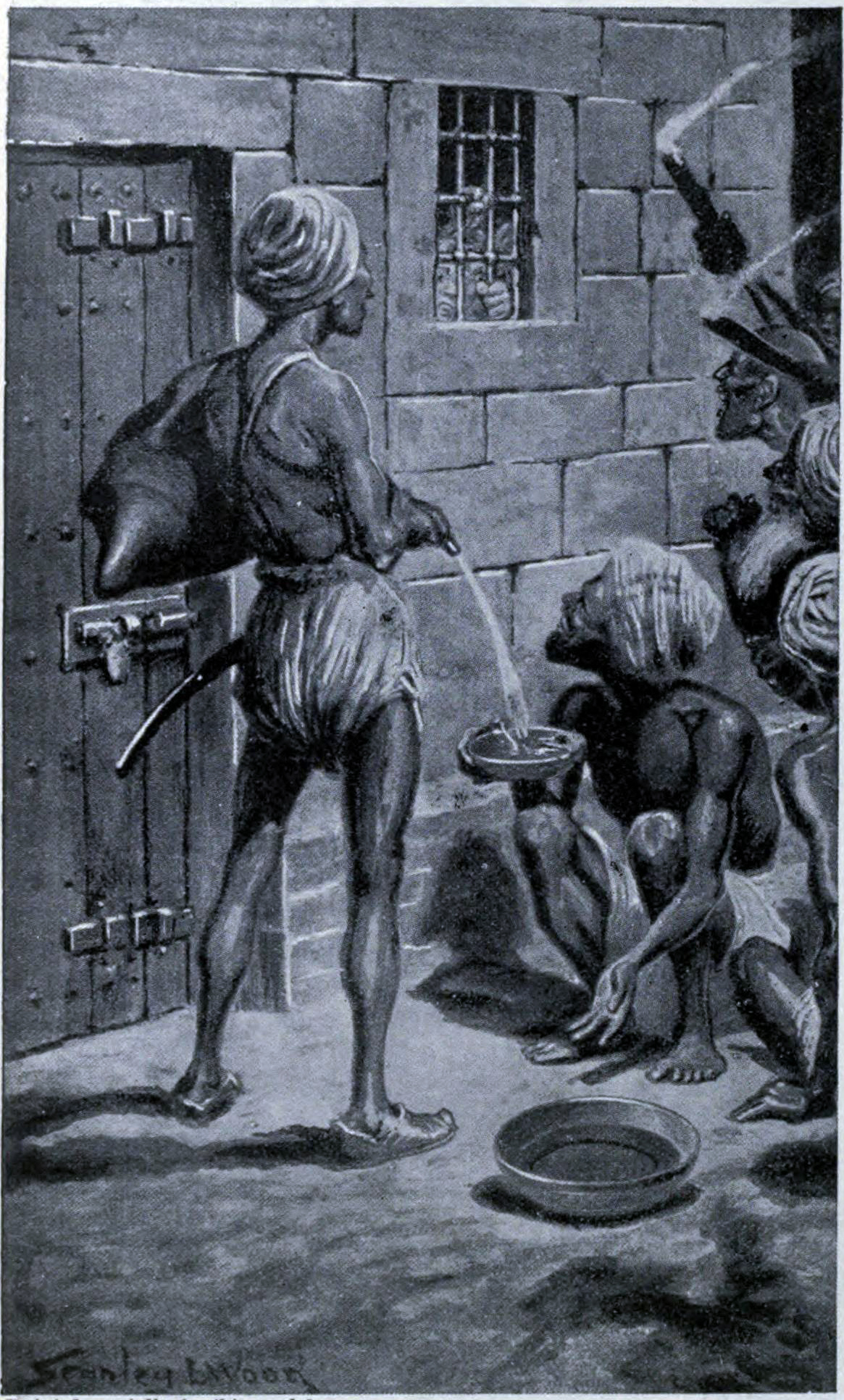
Černá díra v Kalkatě, 20. června 1756.
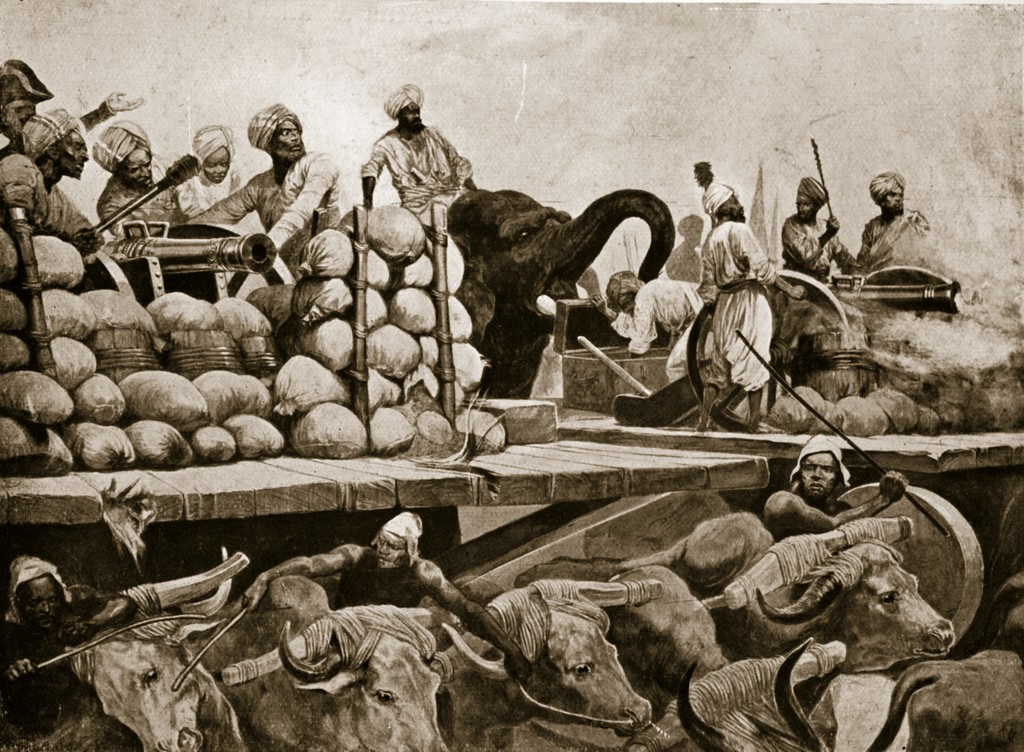
Dělostřelci mughalského císaře v bitvě u Palásí
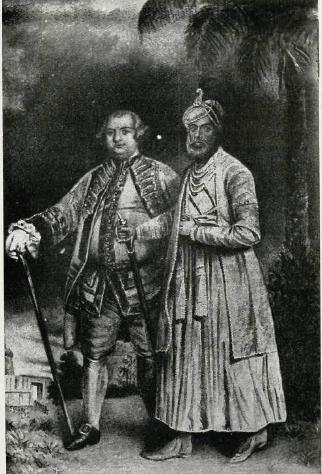
Stringer Lawrence a naváb Muhammad Ali Khan Wallajah v Madrasu
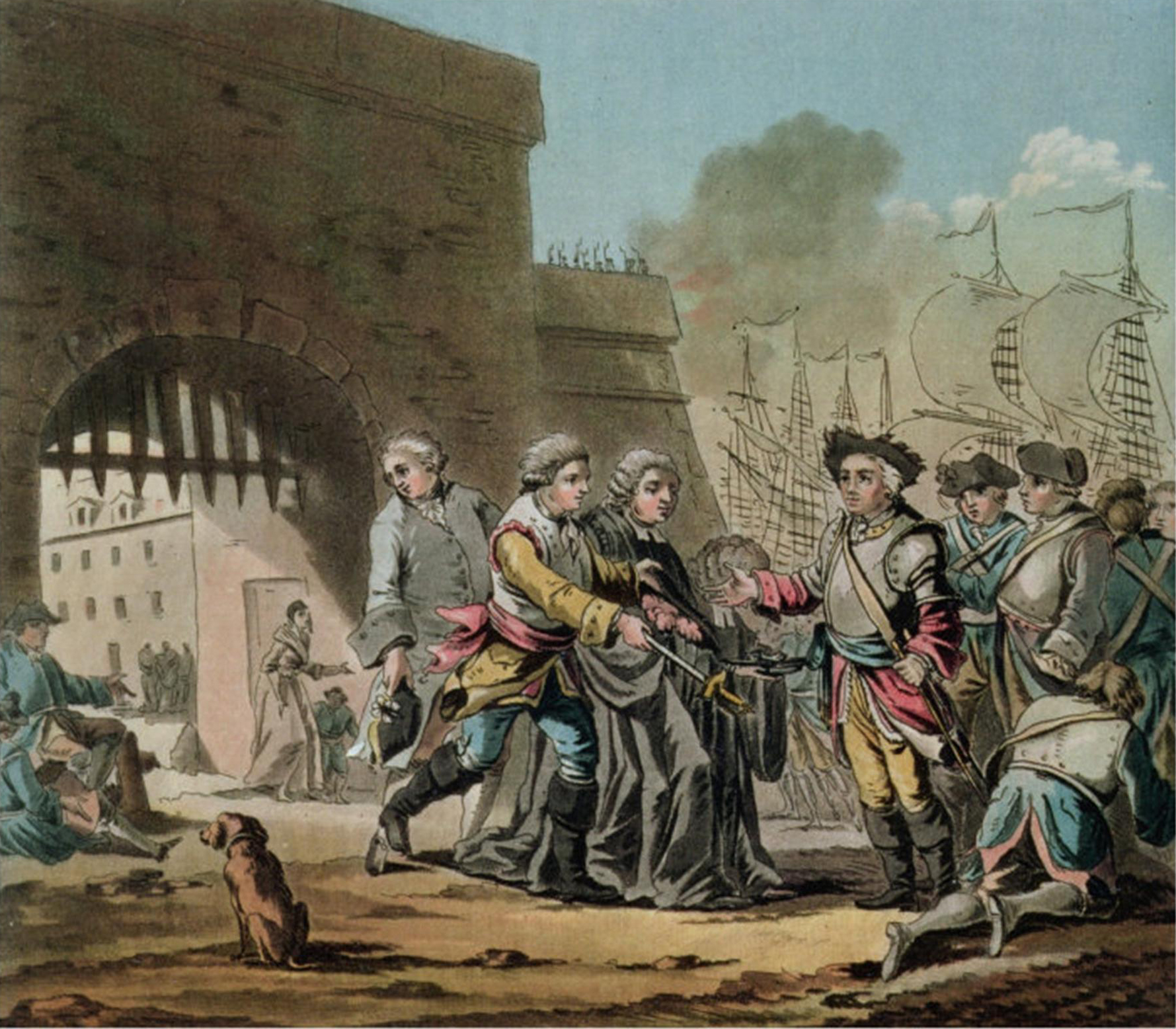
Britská kapitulace Madrasu, 1746.